# 张维亮
张维亮（1964年12月—），汉族，河北滦南人。中华人民共和国政治人物，曾任河北省自然资源厅厅长，邯郸市人民政府市长，中共邯郸市委书记。